# 燃える山
燃える山（Burning Mountain、バーニング・マウンテン）は、オーストラリアニューサウスウェールズ州ウィンジェンにある山である。ウィンジェン山（Mount Wingen）とも呼ばれる。

## 概要
シドニーから北におよそ224キロメートル、ニューイングランドハイウェイを少し外れたところに位置する。砂岩の下で炭層火災が続いていることが名前の由来。あたりはNPWS（NWS国立公園及び野生動物局）が認可したバーニングマウンテン自然公園として保護されている。
自然公園の駐車場に車を止めて、看板が設置されている煙が噴き出している地点まで歩いていくことができる。
地質調査では、燃える山における炭層火災は約6000年間続いていると推定されており、知られている中では最も古い炭層火災ということになる。最初に山を訪れた人々は煙を火山活動によるものだと考えていた。炭層火災は南のほうから年間およそ1メートルのペースでゆっくりと移動している。

## 参照
1. 1 2  Topographic map MURRURUNDI 90324N
2. 1 2  “Geographical Names Register Extract: Burning Mountain”. Geographical Names Register (GNR) of NSW.  Geographical Names Board of New South Wales. 2011年1月30日閲覧。
3. ↑  “Geographical Names Register Extract: Burning Mountain Nature Reserve”. Geographical Names Register (GNR) of NSW.  Geographical Names Board of New South Wales. 2011年1月30日閲覧。
4. ↑  “Burning Mountain Nature Reserve”.  Department of Environment, Climate Change & Water. 2011年1月30日閲覧。
5. ↑  Krajick, Kevin (May 2005). “Fire in the hole”. Smithsonian magazine (Smithsonian Institution):  54ff 2006年10月24日閲覧。.